# Al-Àqaba
|  | Per a altres significats, vegeu «Àqaba (desambiguació)». |

Al-Àqaba és un pas de muntanya de difícil accés situat entre Medina i la Meca, on Mahoma tingué les seves trobades en secret amb gent de Medina el 621 i 622. A la primera reunió hi havia dotze medinesos que es van lligar al Profeta per l'anomenat «pacte de les dones» (bàyat an-nissà); a la segona hi havia setanta-tres medinesos i dues medineses que van establir «el pacte de la guerra» (bàyat al-harb).